# Convivialidad
La convivialidad es la capacidad de los individuos de interactuar de una forma creativa y autónoma con su entorno y con los demás para satisfacer sus necesidades. Esta interpretación está relacionada con varios sinónimos como: convivencialidad y convivencia en español, la política de cohesión social catalana (convivència) y su comprensión contemporánea en inglés de vivir juntos con diversidad (conviviality).
El término convivialidad fue popularizado por Iván Illich tras la publicación de su libro Tools for Conviviality (1973), traducido al español con el título Convivencialidad. Iván Illich a su vez se inspiró del término francés “convivialité” tomado de la obra de Jean Anthelme Brillat-Savarin, Physiologie du goût (1825). En el concepto de Brillat-Savarin, la convivialidad ya implica el placer de vivir juntos, de buscar los equilibrios necesarios para establecer una buena comunicación, un intercambio sincero y amigable alrededor de una mesa.” Además, Illich sería también influenciado por el entendimiento popular mexicano de la palabra, que alude al compartir vecinal en los barrios y las comunidades.
La primera traducción al español de Tools for Conviviality de Illich sin embargo usa la voz “convivencialidad”. La misma traducción también aparece en el Decrecimiento: El Vocabulario para una nueva era. Según Gustavo Esteva, no obstante, el término convivialidad, sería más fiel al sentido que le quería dar Illich.
La convivialidad está enfocada en la vida simple y alegre, la localización de los sistemas de producción, las conexiones con la economía marxista y la crítica simultánea de Illich al consumo excesivo y como un contraste directo con la productividad industrial que produce consumidores que están alienados de la forma en que se producen las cosas. Esto ha resultado que una variedad de movimientos académicos y sociales la adopten, incluso como una idea central de la teoría y la práctica del decrecimiento.
Aunque es menos común que la literatura de decrecimiento explore la convivialidad en términos de herramientas y tecnologías, hay varios ejemplos de convivencia que se utilizan como una característica de muchos aspectos de una sociedad de decrecimiento, incluida la sociedad misma. De hecho, algunos académicos describen la transición a una sociedad convivial como uno de los tres objetivos centrales del decrecimiento.

## Herramientas de convivialidad
"Rodeado por herramientas todopoderosas, el hombre queda reducido a ser instrumento de sus instrumentos" Ivan Illich
Una de las grandes críticas hechas por Ivan Illich es la contraproductividad del progreso tecnológico. Este, puesto a manos del mercado, deja de velar por la necesidades de las personas y guía la producción hacia lo que traiga más utilidad. Esto requiere crear tecnologías cada vez más complejas que excluyan a la gran población y solo puedan ser manejadas por especialistas altamente capacitados creando así un monopolio profesional sobre la tecnología. Como alternativa, Illich propone una sociedad convivial que se base en contratos sociales que garanticen a cada uno el mayor y más libre acceso a las herramientas de la comunidad, con la condición de no lesionar una igual libertad de acceso a otro.
Una herramienta convivial sería aquella que resalte la autonomía del individuo y sea accesible a un gran número de personas. Por ejemplo, la bicicleta, es el medio de transporte más barato, no contamina, es fácil de reparar y de usar, no necesita insumos (gasolina), tiene el potencial de conectar a las personas y contribuyen a ciudades más lentas y habitables. Por el contrario, el automóvil, monopoliza el espacio urbano, es responsable de gran parte de las emisiones de co2 globales, genera tráfico y atascos y es un factor de distanciamiento social. Otro ejemplo de herramientas conviviales sería los huertos urbanos.